# Острова Макгэри
Острова Макгэри — группа островов в коммуне Аваниата, недалеко от северо-запада Гренландии.

## География
Острова Макгэри представляют собой группу островов, островков и скал в южной части залива Пибоди примерно в 6 км от мыса Агассис. Все они представляют собой небольшие острова, расположенные недалеко от берега в 15 км к северо-востоку от островов Бонсалл.
Группа названа в честь Джеймса Макгэри из Второй экспедиции Гриннелла. Острова являются местом размножения обыкновенной гаги.

## Климат
Климат тундровый. Средняя температура составляет −16 °C. Самый тёплый месяц — июль, при 0°С, а самый холодный январь, при −31°С.